# 合新高速铁路
合新高速铁路，亦称合宿高速铁路，是连接安徽省合肥市和江苏省宿迁市之间的一条高速铁路，计划于2027年底竣工可通过京沪高铁第二通道及其青岛连接线到达山东省青岛市。

## 位置
合肥至宿迁铁路位于安徽省东北部和江苏省北部。线路起于合肥市，从合肥西站引出，向北经定远、明光、五河、泗县、泗洪、后进入宿迁。在宿迁东站接入潍宿高速铁路后，再往北到五莲北站，然后接入青岛至京沪高铁二通道铁路，最终到达青岛。工程全长约279公里，其中安徽省境内约219.3公里，江苏境内约59公里。线路等级为客运专线，设计速度目标值350公里/小时。

## 历史
2018年10月15日，合宿高铁安徽段社会稳定风险分析报告评评审会在合肥召开，并且通过了该项目社会风险分析评审。
2019年4月17日，新建铁路合肥至新沂铁路安徽段工程环境影响评价第一次公示。5月13日，安徽段环境影响报告书（征求意见稿）公示。8月19日，安徽段环境影响报告书全文及公众参与说明公示。12月28日，合宿高铁安徽段先期工程开工。
2021年9月1日，宿迁至泗县段（江苏段）环境影响评价第一次公示。9月29日，跨淮河特大桥主墩开钻。
2022年5月，全线首孔箱梁架设和首个连续梁0号块浇筑完成。5月4日，合宿高铁定远1号特大桥开工，安徽段进入全面建设阶段。11月29日，全线首个跨高速公路的大跨连续梁，安徽段跨徐明高速公路特大桥连续梁合龙。
2023年4月3日，泗县至宿迁段（安徽段）工程社会稳定风险评估公示。9月6日，安徽段“四电”工程接触网专业施工全面启动。11月8日，安徽省内在建的最大跨度连续梁系杆拱桥，定远2号特大桥跨G329国道系杆拱连续梁顺利合龙。
2024年1月12日，定远2号特大桥168米拱梁顺利合龙。

## 優點
合宿高铁建成后，合肥将进一步缩短和江苏中北部以及山东的时空距离。目前，合肥前往青岛虽然已开行动车，但需要经过济南，路程相对较远，最快也要5个多小时。而这条高铁修好后，合肥到青岛之间将几乎呈直线距离，列车运行时间也将缩短至3个小时左右。同时，合肥前往日照，也将结束不通火车的历史，行程耗时大约在2.5个小时左右。